# الألعاب العالمية 2017
الألعاب العالمية 2017 المعروفة رسميا باسم الألعاب العالمية إكس، ستعقد في فروتسواف، بولندا من 20 يوليو - 30 يوليو 2017، سيكون هناك 27 رياضة رسمية و 4 رياضات مصاحبه.

## الدول المستضيفة للحدث
في عام 2011 تم ترشيح 3 دول لإستضافة الحدث وهي :
- المجر
- جنوب إفريقيا
- بولندا

وقبل بضعه أيام سحبت جنوب أفريقيا ترشيحها بسبب أزمة مالية وبعد ذلك أعلن رون فروهليتش، رئيس الرابطة الدولية للألعاب العالمية، القرار النهائي في 12 يناير 2012 في لوزان فوز بولندا في استضافة الألعاب .